# War hawk
În politică, un war hawk (în română șoim de război) - sau hawk - este un individ care favorizează războiul în detrimentul diplomației. Spre deosebire de aceștia, cei care se opun soluțiilor militare sunt numiți war doves⁠(d) (în română porumbei de război).

## Istoric
Termenul „șoim de război” a fost inventat în 1792 și a fost adesea utilizat pentru a lua în derâdere politicienii care susțin o politică pro-război pe timp de pace. Istoricul Donald R. Hickey⁠(d) a descoperit că termenul a fost utilizat de 129 de ori în ziarele americane de la sfârșitul anului 1811, cu precădere de federaliștii care se împotriveau politicii externe propuse de Partidul Democrat-Republican. Unii antirăzboinici din acest partid - precum congresmenul John Randolph din Roanoke⁠(d) din Virginia - l-au folosit în propriile discursuri. Deși nu a existat niciodată o listă „oficială” cu șoimi de război, majoritatea istoricilor utilizează termenul pentru a descrie o parte din membrii Congresului al XII-lea⁠(d). Liderul acestora a fost președintele Camerei Reprezentanților⁠(d) Henry Clay din Kentucky. John C. Calhoun din Carolina de Sud a fost un alt cunoscut politician pro-război. Ambii au avut o influență considerabilă în politica americană timp de mai multe decenii. Alte persoane considerate war hawks sunt Richard Mentor Johnson din Kentucky, William Lowndes⁠(d) din Carolina de Sud, Langdon Cheves⁠(d) din Carolina de Sud, Felix Grundy⁠(d) din Tennessee și William W. Bibb⁠(d) din Georgia.

## Alte forme
Termenul a fost extins la „chickenhawk⁠(d)” - pentru a denota un war hawk care nu și-a îndeplinit serviciul militar⁠(d) - și „liberal hawk⁠(d)” - un individ cu convingeri liberale⁠(d) în sfera socială, dar care susține o politică pro-război în sfera politicii externe.